# Peter Leo Gerety
Peter Leo Gerety (Shelton Connecticut, 19 de julio de 1912 - Totowa Nueva Jersey, 20 de septiembre del 2016) fue un prelado estadounidense de la Iglesia católica. Se desempeñó como arzobispo de Newark en Nueva Jersey de 1974 a 1986, y anteriormente se desempeñó como obispo de Portland en Maine de 1969 a 1974. Gerety era el obispo católico vivo de mayor edad en el mundo en el momento de su muerte a los 104 años.

## Biografía
Peter Gerety nació en Shelton, Connecticut, el mayor de los nueve hijos de Peter Leo y Charlotte Ursula (de soltera Daly) Gerety.  Como no había escuelas católicas locales, recibió su primera educación en las escuelas públicas de Shelton, incluidas la escuela Commodore Isaac Hull y la escuela Ferry Street.  Se graduó de Shelton High School en 1929 y luego trabajó para el Departamento de Agricultura de los Estados Unidos y el Departamento de Transporte de Nueva Jersey durante tres años.
En 1932, Gerety comenzó sus estudios para el sacerdocio en el Seminario St. Thomas en Bloomfield, Connecticut. Continuó sus estudios en el Seminario Saint-Sulpice en Issy-les-Moulineaux, Francia, en 1934.

## Sacerdocio
Gerety fue ordenado sacerdote de la Diócesis de Hartford en la Catedral de Notre Dame en París el 29 de junio de 1939.  Después de su regreso a Connecticut, fue asignado como coadjutor de la Parroquia San Juan Evangelista de New Haven, Connecticut. Además de sus deberes en dicha parroquia se desempeñó como capellán en el Hospital Grace-New Haven en dicha ciudad. En 1942, Gerety fue nombrado coadjutor de la parroquia San Brendan y director del Centro Beato Martín de Porres, ambos en New Haven. El centro era una organización social y religiosa interracial que atendía a la comunidad católica afroamericana. En 1956, el centro se convirtió en la Parroquia San Martín de Porres y Gerety fue nombrado su primer párroco.
Durante su mandato en la parroquia, Gerety se convirtió en un abierto defensor del Movimiento por los Derechos Civiles de los Estados Unidos y apoyó programas para eliminar la pobreza..En 1963 fue elegido coordinador y director de la Conferencia de Sacerdotes Diocesanos sobre Justicia Interracial.

## Episcopado

### Obispo de Portland
Fue nombrado obispo coadjutor de la diócesis de Portland y obispo titular de Crepedula por el Papa Pablo VI el 4 de marzo de 1966. Recibió su consagración episcopal el 1 de junio del mismo año de manos del arzobispo Henry O'Brien, con el obispo Daniel Feeney y el obispo John Hackett. sirviendo como co-consagrantes, en la Catedral de St. Joseph en Hartford.
Debido al deterioro de la salud del obispo Feeney, Gerety se convirtió en administrador apostólico de la diócesis el 18 de febrero de 1967, asumiendo la responsabilidad de las actividades diarias de la diócesis. Tras la muerte del obispo Feeney el 15 de septiembre de 1969, Gerety lo sucedió como el octavo obispo de Portland.
Durante su mandato en Portland, implementó lo que se percibió como las reformas litúrgicas del Concilio Vaticano II al modernizar la Catedral de la Inmaculada Concepción, mediante la eliminación del altar mayor, la cátedra, el púlpito y el comulgatorio. También proporcionó alojamiento. para los ancianos y amplió la Oficina Diocesana de Relaciones Humanas.
En 1969, Gerety dirigió una campaña contra un proyecto de ley en la legislatura estatal para legalizar los abortos. Ese mismo año, pidió a los minoristas de alimentos de Maine que dejaran de vender uvas de California, en apoyo de la disputa de United Farm Workers con los productores. Gerety fue uno de los 14 obispos de Nueva Inglaterra que firmaron una declaración en 1973 respaldando un boicot a la lechuga cultivada en California en una disputa similar. También defendió los derechos de los objetores de conciencia durante la Guerra de Vietnam y apeló a la delegación del Congreso de Maine para modificar la Ley del Servicio Selectivo.

### Arzobispo de Newark
Tras la jubilación del arzobispo Thomas Boland, Gerety fue nombrado tercer arzobispo de Newark, Nueva Jersey, el 2 de abril de 1974. Su toma de posesión tuvo lugar en la Catedral del Sagrado Corazón el 28 de junio de ese año. Fue el primer arzobispo de Newark que realmente vivió en la ciudad de Newark; sus predecesores vivían en la sección Llewellyn Park de West Orange.
Durante su mandato de 12 años en Newark, Gerety creó la Oficina de Renovación Pastoral y comenzó un ministerio para católicos divorciados. La Oficina de Renovación Pastoral evolucionó hasta convertirse en RENEW International, una organización que ahora tiene su sede en Plainfield, Nueva Jersey, que proporciona recursos para pequeños cristianos comunidades en los Estados Unidos, Canadá, América Latina y Sudáfrica. Gerety estableció la Campaña Anual del Arzobispo en 1975 y apoyó los movimientos carismáticos y ecuménicos. También estableció el Fondo Arzobispo Gerety para la Historia Eclesiástica para avanzar en los estudios de historia eclesiástica, especialmente la historia del catolicismo en los Estados Unidos.
En 1976, Gerety envió una carta a la Convención Nacional Demócrata para protestar por la plataforma del partido sobre el aborto, que describió como "el horror sangriento de la insensible eliminación de cientos de miles de los seres pequeños más indefensos de Dios, nuestra propia carne y sangre". Ese mismo año, testificó ante el Comité de Relaciones Exteriores del Senado sobre "Política exterior de los Estados Unidos: una crítica de la tradición católica", y en 1977 representó a la Conferencia Católica de los Estados Unidos ante el Comité de Medios y Arbitrios de la Cámara para ofrecer su punto de vista sobre la política del presidente Jimmy Carter. Propuesta "Mejores Empleos e Ingresos".
Un año antes de su renuncia, el Arzobispo se dirigió a la carismática comunidad de alianza conocida como el Pueblo de la Esperanza, una rama de la Espada del Espíritu. En 1984, el arzobispo había pedido a People of Hope que presentara estatutos para establecer una relación canónica con la Arquidiócesis. La comunidad respondió positivamente. El 8 de diciembre de 1985, Gerety se dirigió extensamente a People of Hope, informándoles del proceso en el que participarían durante el próximo año para que cumplieran con sus expectativas de una organización 'católica', aprobada por la Arquidiócesis. Sin embargo, People of Hope afirmó que no estaban sujetos a su autoridad, ya que eran miembros de Sword of the Spirit, una organización paraguas de Covenant Communities en Ann Arbor, MI. Robert Gallic, un 'coordinador' de People of Hope, retiró los estatutos de 1984. El retiro de Gerety en 1986 fue visto por muchos de nosotros en Sword of the Spirit como una victoria. Ver la colección de correspondencia oficial entre el Arzobispo, su delegado, el Pueblo de la Esperanza y la Espada del Espíritu.

## Vida Posterior
Gerety presentó su carta de renuncia como Arzobispo de Newark al Papa Juan Pablo II el 3 de junio de 1986. En ese momento, declaró:
“Es bien sabido que un obispo debe renunciar a la edad de 75 años. Cumpliré 74 años el próximo mes y le dije al Santo Padre en mi carta de renuncia que por el bien de la Iglesia de Dios y por mi propia tranquilidad, Creo que es hora de que un hombre más joven tome las riendas del cargo aquí en Newark. Hice lo mejor que pude y ahora estoy muy feliz de dar un paso al costado".
Fue sucedido por el entonces obispo Theodore McCarrick. Gerety murió en Totowa, Nueva Jersey, el 20 de septiembre de 2016, a la edad de 104 años, y era el obispo católico vivo más anciano del mundo en ese momento, hasta ser superado por el entonces obispo emérito chileno Bernardino Piñera (1915-2020).